# Giovanni e Pacio Bertini

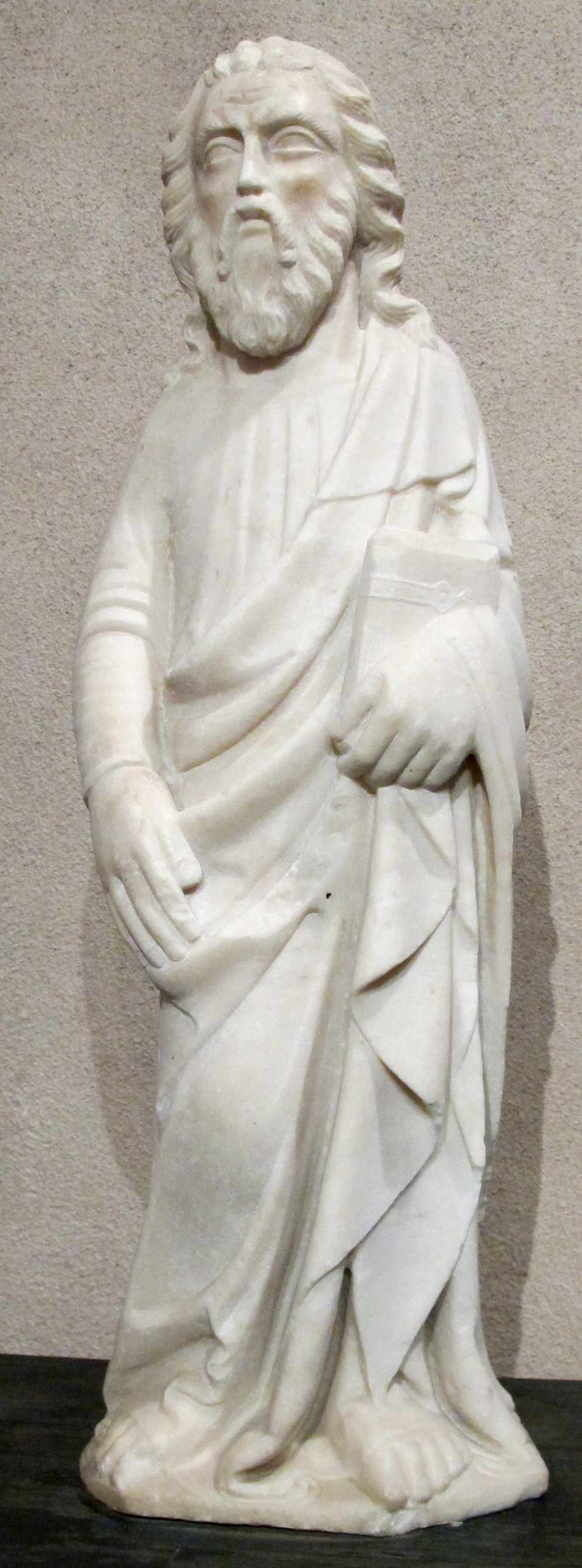
Giovanni e Pacio Bertini, Santo con Libro, Museo di Santa Chiara, Napoli

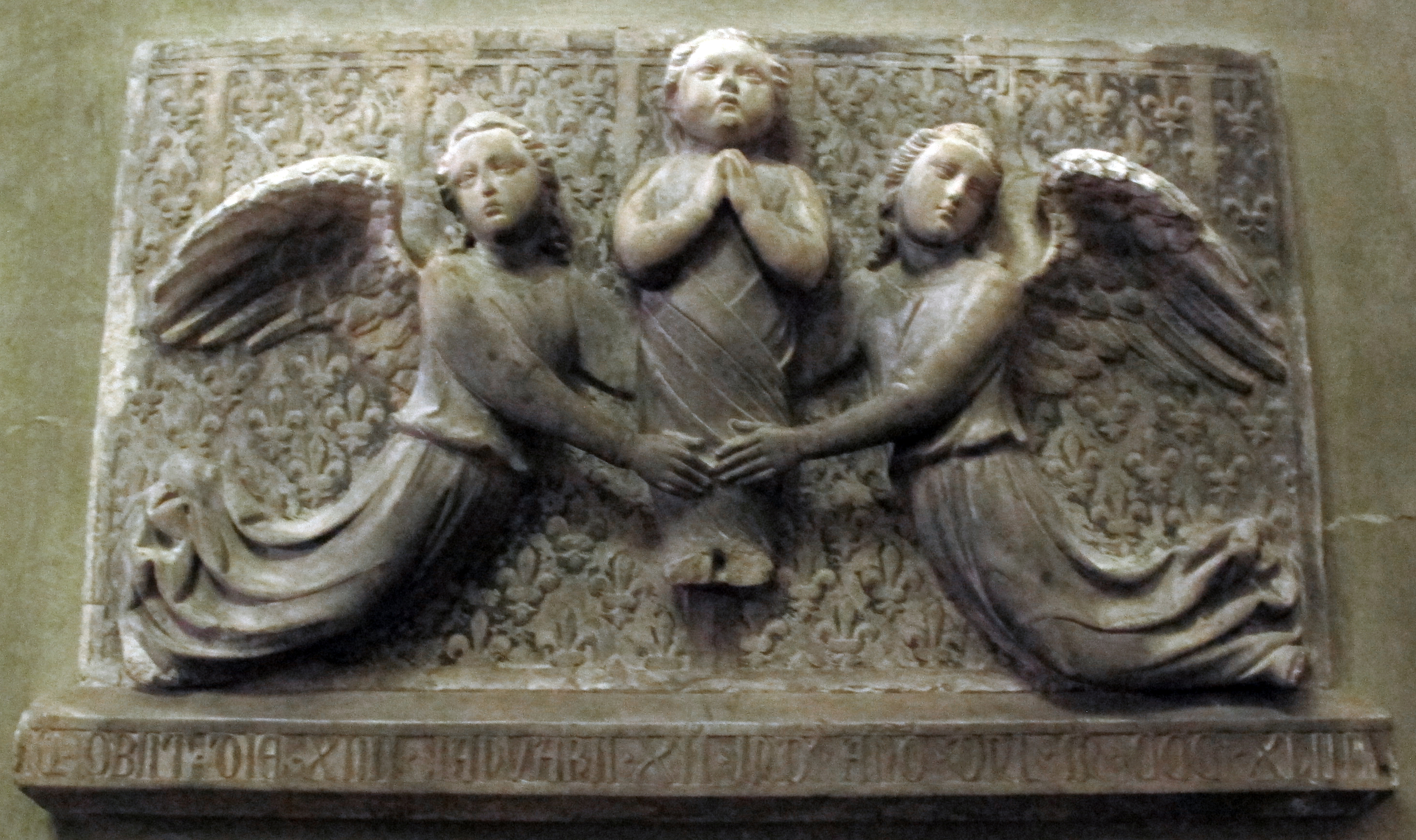
Pacio Bertini, frammento del Monumento funebre di Ludovico Durazzo (m. 1344)

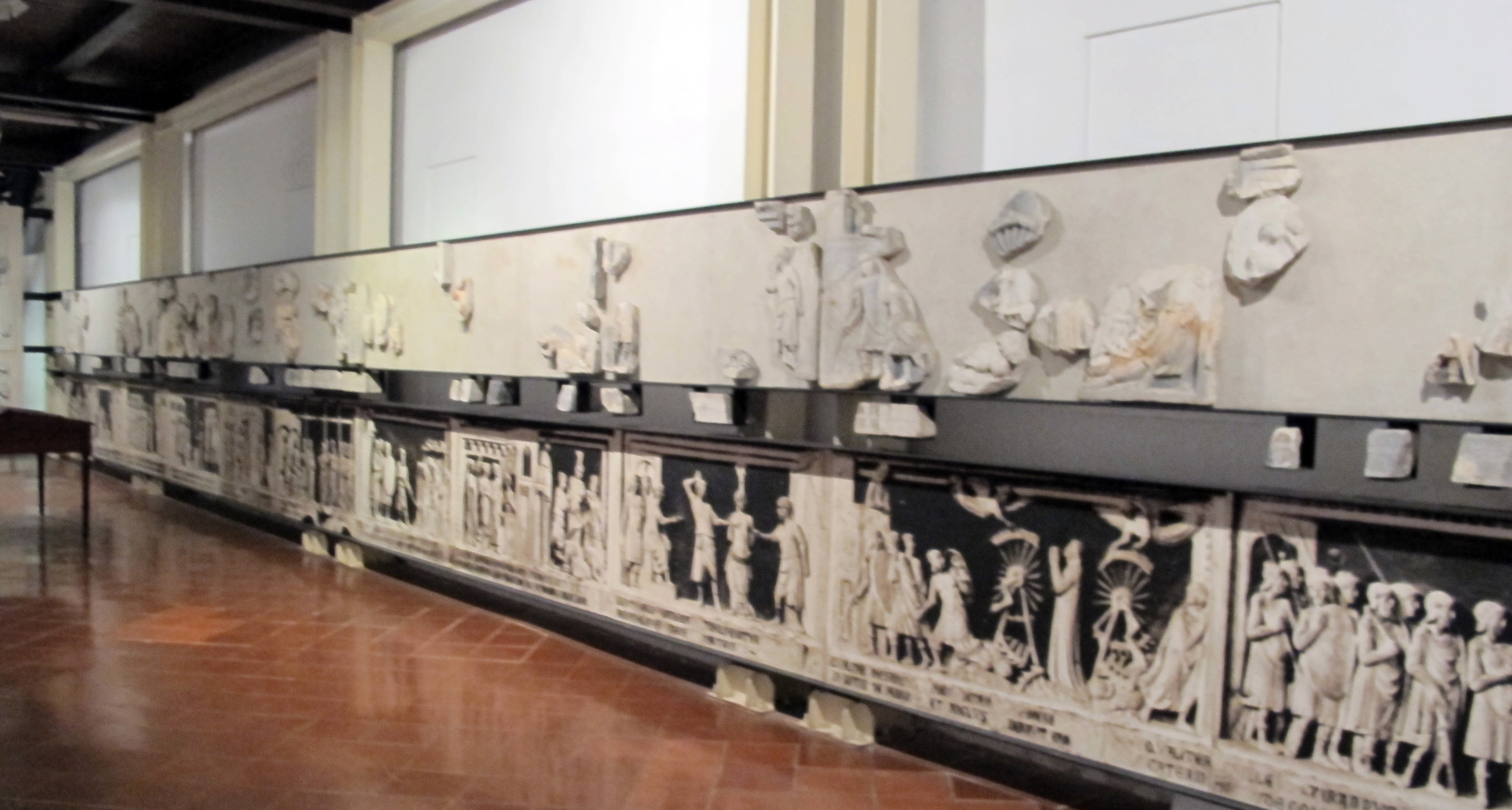
Fregio della Basilica di Santa Chiara

Giovanni Bertini (Firenze, ... – ...; fl. XIV secolo) e  
Pacio Bertini (Firenze, ... – ...; fl. XIV secolo) sono stati due scultori italiani.

## Biografia
Poco si sa della vita dei due fratelli Bertini. Originari di Firenze, furono attivi a Napoli. Tra gli anni quaranta e cinquanta del Trecento lavorarono per la corte angioina: ne è attestata la presenza nella città partenopea dal 1343, quando furono incaricati della realizzazione del monumento sepolcrale di Roberto d'Angiò per la Basilica di Santa Chiara a Napoli.
La loro stretta collaborazione e la lontananza nel tempo hanno reso difficile il relativamente recente tentativo di distinguere le opere di Giovanni da quelle di Pacio, portato avanti ad esempio da Raffaello Causa. Quest'ultimo, per esempio, ipotizza che Pacio Bertini possa corrispondere allo scultore noto come "Pacio da Firenze", attestato come attivo nel 1325 nella Certosa di San Martino sotto la guida di Tino di Camaino. Le attribuzioni tuttavia talvolta dividono ancora gli storici dell'arte. E. Bertaux suggerisce di identificarli con Iohannes et Pacinus Bertini ipotesi accolta nella sostanza da Giulietta Chelazzi Dini pur rilevando delle discrepanze sulle date.
Le loro opere rivelano l'influenza di Arnolfo di Cambio, Giovanni Pisano o ancora di Tino di Camaino. In particolare, la mano di Giovanni, descritta come più moderna e raffinata, è stata avvicinata a quella di Andrea Pisano, mentre le parti attribuite a Pacio rivelerebbero una «vigoria plastica e sintesi volumetrica» affine a quelle dell'architetto senese.
Ai fratelli Bertini si deve anche il ciclo di bassorilievi sulla vita e martirio di Santa Caterina d'Alessandria, del 1345 e custodito, sempre a Napoli, presso la Sala dei marmi del Museo dell'Opera di Santa Chiara.
Nella Sala dei Reliquiari di Santa Chiara si segnala anche un San Giovanni dolente attribuito al solo Giovanni, opera lignea della prima metà del Trecento.

### Influenza postuma
Il monumento funebre di Cristoforo e Tommaso d'Aquino nella Basilica di San Domenico Maggiore, di ambito napoletano, rivela l'influenza dei due fratelli sull'anonimo scultore, almeno nella parte più tarda del monumento.